# Cicindela chinensis
Espèce
 Cicindela chinensis  est une espèce d'insectes coléoptères de la famille des Carabidae, de la sous-famille des Cicindelinae, du genre Cicindela et du sous-genre Cicindela (Sophiodela).

## Dénomination
L'espèce a été décrite par l'entomologiste suédois Charles de Geer en 1774 sous le nom Cicindela chinensis ; le nom complet étant Cicindela (Sophiodela) chinensis.  

## Taxinomie
Quatre sous-espèces sont reconnues :
- Cicindela (Sophiodela) chinensis chinensis (De Geer, 1774)
- Cicindela (Sophiodela) chinensis flammifera (W. Horn,1921)
- Cicindela (Sophiodela) chinensis japonica (Thunberg,1781)
- Cicindela (Sophiodela) chinensis okinawana (Nakane,1957)

## Répartition
Asie.